# 眠狂四郎惡女狩獵
《眠狂四郎惡女狩獵》（日语：眠狂四郎悪女狩り）為1969年上映的日本時代劇，此為市川雷藏主演的《眠狂四郎系列》第十二部，市川雷藏於當年7月17日肝癌去世之後，由松方弘樹接替。

## 劇情
江戶將軍府女總管—錦小路與巡察使板倉將監對眠狂四郎恨之入骨，秘密派遣川口周馬假扮眠狂四郎，到處殺人越貨、姦淫擄掠，再嫁禍給真正的眠狂四郎，為此江戶城內的人民都認為眠狂四郎是發狂的狂暴者，使其蒙上汙名。
這時錦小路等人發現狂四郎已經對他們展開行動，非一決雌雄不可，川口周馬和眠狂四郎皆展開圓月殺法之陣，最後川口仍不敵正宗狂四郎的攻勢，成了刀下亡魂。

## 演員
- 眠狂四郎：市川雷藏
- 小夜：藤村志保
- 阿菊：朝丘雪路
- 川口周馬：江原真二郎
- 錦小路：久保菜穗子
- 幾野：長谷川待子
- 阿千加：松尾嘉代
- 茜：吉田日出子
- 板倉將監：小池朝雄
- 志乃：宇田あつみ
- 滝山：橘公子
- 女面女：毛利郁子
- 惣兵衛：伊達岳志
- 役人：南條新太郎
- 神尾清十郎：杉山昌三九
- 坂井對馬守：玉置一惠
- 野次馬：寺島雄作
- 御典醫：南部彰三
- 武士：堀北幸夫
- 野次馬：沖時男
- 中條流的老婆：小林加奈枝
- 千鶴：矢代洋子
- 環：行友圭子

## 製作人員
- 企劃：財前定生
- 導演：池廣一夫
- 原作：柴田鍊三郎（週刊「新潮」連載）
- 編劇：高岩肇，宮川一郎
- 攝影：武田千吉郎
- 美術：下石坂成典
- 照明：山下禮二郎
- 錄音：大谷巖
- 音樂：渡邊岳夫
- 副導演：遠藤力雄

## 外部連結
- 眠狂四郎惡女狩獵 （页面存档备份，存于）（日語）